# Conferenza di Iași
La Conferenza di Iași, storicamente conosciuta come Conferenza di Jassy, fu una riunione tra figure politiche antibolsceviche che si incontrarono a Iași, all'epoca capitale temporanea della Romania, dal 16 novembre al 6 dicembre 1918. La conferenza fu organizzata da Emile Henno del consolato francese a Kiev. L'obiettivo era quello di coordinare i movimenti antibolscevichi della Russia meridionale per facilitare i rapporti con le potenze alleate. I ventuno delegati non riuscirono a conciliare le loro divergenze, nonostante la necessità di essere uniti davanti agli Alleati nella richiesta di aiuti. La conferenza non fece nulla per promuovere alcun accordo. La Conferenza di Iași, tuttavia, concordò su due punti: l'opportunità dell'intervento alleato nella guerra civile e l'indivisibilità della Russia. In una votazione, nessun candidato per il futuro sovrano della Russia riuscì a raccogliere nemmeno la metà dei voti; il generale Denikin ne ottenne di più con nove.
L'armata dei Volontari era rappresentato da Vasilij Šul'gin e Aleksej Grišin-Almazov. Il Consiglio di unità statale della Russia era rappresentato da Vladimir Gurko e Nikolaj Šebeko. Erano presenti anche i rappresentanti del Centro nazionale, formato dal Kadet, e dell'Unione di sinistra per la rigenerazione di Kiev.